# Rani Yahya
Rani Ahmad Yahya, född 12 september 1984 i Brasília, är en brasiliansk MMA-utövare som sedan 2011 tävlar i organisationen Ultimate Fighting Championship.